# Der Tod wird euch finden
Der Tod wird euch finden (englisch The Looming Tower: Al-Qaeda and the Road to 9/11) ist ein Sachbuch des US-amerikanischen Schriftstellers Lawrence Wright aus dem Jahr 2006 über die Entstehung des Terrornetzwerks al-Qaida, die Hintergründe diverser Terroranschläge und wie diese untersucht wurden, sowie die Ereignisse, die zu den Terroranschlägen am 11. September 2001 führten. Der Autor gewann 2007 mit dem Buch den Pulitzer-Preis in der Kategorie Sachbuch.

## Entstehung
Lawrence Wright recherchierte von 2001 bis 2005 über al-Qaida und Osama Bin Laden. Die Recherche erforderte monatelange Auslandsaufenthalte, während derer Wright Hunderte Interviews führte. Entlang der Biografien von Osama bin Laden, seinem Vize Aiman az-Zawahiri, dem obersten FBI-Terroristenfahnder John P. O’Neill und dem saudischen Königssohn und Geheimdienstchef Turki ibn Faisal beschreibt Wright die Entwicklungen der Ereignisse vom Ägypten des Jahres 1948 bis in die Berge Afghanistans im März 2002. In der Bibliografie werden über 200 Literaturangaben, im Anhang über 400 Interviewpartner namentlich aufgeführt. Das Buch ist nach dem Prolog in 20 Kapitel unterteilt.

## Inhalt
Das Sachbuch thematisiert die an den Terroranschlägen vom 11. September 2001 beteiligten Personen und Vordenker, ihre Motive und Persönlichkeit und wie sie miteinander interagierten. Das Buch beginnt mit dem ägyptischen Religionstheoretiker Sayyid Qutb, der die Vereinigten Staaten in den späten 1940er besuchte und als antiwestlicher Islamist in seine Heimat Ägypten zurückkehrte, wo er 1966 für seine Überzeugungen als Märtyrer gehängt wurde. Zudem wird das Leben von Aiman az-Zawahiri porträtiert, von seiner Kindheit in Ägypten bis zu seiner Beteiligung und Führung der ägyptischen Terrororganisation al-Dschihad bis zur Vereinigung seiner Organisation mit al-Qaida. Die Terroranschläge auf die Botschaften der Vereinigten Staaten in Daressalam und Nairobi am 7. August 1998 werden genauso beschrieben wie der Schnellbootangriff auf den US-amerikanischen Lenkwaffenzerstörer Cole am 12. Oktober 2000.
Osama bin Laden ist die Person, die am ausführlichsten beschrieben wird, von seiner Kindheit in Saudi-Arabien in einer wohlhabenden Familie, seine Teilnahme am Dschihad gegen die Sowjetunion in Afghanistan, seine Rolle als Finanzier von Terrorgruppen, sein Aufenthalt im Sudan bis zu seiner Rückkehr nach Afghanistan und seinen Beziehungen zu den Taliban.
Wright beschreibt ebenso im Detail einige in die Vorgänge involvierte US-Amerikaner, im Besonderen Richard Clarke, einen ranghohen Antiterrorexperten des United States National Security Council, und John P. O’Neill, einen Spezialagenten der Bundespolizei FBI, der an der Strafverfolgung von Bin Laden arbeitete, bis er nach seiner Pensionierung im August 2001 Sicherheitschef des World Trade Center wurde und dort bei den Flugzeugangriffen starb. Das Buch beschreibt zudem Probleme mangelnder Zusammenarbeit zwischen der Strafverfolgungsbehörde FBI und dem Auslandsgeheimdienst CIA sowie weiteren US-amerikanischen Bundesbehörden, die eine rechtzeitige Aufklärung der Terroranschläge verhinderte.
Das Sachbuch setzt sich hauptsächlich mit den handelnden Personen auseinander und beschreibt nicht im Detail die genaue Vorbereitung und Durchführung der Terroranschläge, stattdessen beleuchtet es vielmehr die Hintergründe und Umstände, die die planenden und ausführenden Akteure hervorbrachten, sowie jener, die den Terror gegen die USA verhindern sollten.

## Buchtitel
Der englische Begriff „looming towers“ oder „lofty towers“ («بروج مشيدة») des englischsprachigen Buchtitels stammt aus dem Koran (Sūrat an-Nisā'). Nach Aussage von Wright zitierte Osama bin Laden auf einer Hochzeit vor den Anschlägen vom 11. September 2001 dreimal folgenden Vers (4:78):

«أينما تكونوا يدرككم الموت ولو كنتم في بروج مشيدة»

„aynamā takūnū yadrikkumu l-mawtu wa-law kuntum fī burūǧin mušayyadatin“

“Wherever you are, death will find you, even if you are in lofty towers.”

„Wo ihr auch sein mögt, der Tod wird euch finden, und wäret ihr im hohen Turm.“

Der deutsche Buchtitel Der Tod wird euch finden referenziert ebenfalls auf diesen Vers. Die deutsche Version wurde von Stefan Gebauer und Hans Freundl übersetzt und erschien am 17. August 2007.

## Auszeichnungen
- 2006 Los Angeles Times Book Prize
- 2006 The New York Times: Bestseller
- 2006 The New York Times: Notable Book of the Year
- 2006 The New York Times: Best Books of the Year
- 2006 IRE Award
- 2006 National Book Award Finalist
- 2006 Los Angeles Times Book Prize Finalist
- 2006 Time Magazine: Best Books of the Year
- 2007 Pulitzer-Preis in der Kategorie Sachbuch
- 2007 Helen Bernstein Book Award for Excellence in Journalism
- 2007 J. Anthony Lukas Book Prize
- 2007 Lionel Gelber Prize
- 2007 Arthur Ross Book Award Shortlist
- 2007 P.E.N. Center USA: Literary Award (Research Nonfiction)
- 2009 Newsweek: 50 Books for Our Times

## Kritiken
„Lawrence Wright schildert in ‚The Looming Tower‘ das düstere, bizarre Leben von sehr unsympathischen Männern in ihrer ganzen prosaischen Verkrachtheit und irdischen Ratlosigkeit. Skurrile Details und Szenen von Versagen ersetzen die bekannten Legenden über Bin Ladin und seine Leute.“

„Die Reportagen, die Wright in den nächsten Jahren im New Yorker veröffentlichte, bilden die Grundlage des Buches. Doch mit ‚Der Tod wird euch finden‘ geht er viel weiter. Keiner hat die tödliche Konsequenz aus der Beziehung zwischen al-Zawahiri und Bin Laden, den bedrückenden Filz der amerikanischen Behörden und vor allem die spirituelle, ideologische und kulturelle Welt des Islamismus so präzise und souverän unideologisch beschrieben wie Wright. In den USA gilt er längst als der führende Experte zum Thema, sein Buch als Standardwerk.“

“Lawrence Wright, as the long list of interviewees for The Looming Tower makes obvious, falls into the former category. Though much of what he recounts is well known, the authority with which he describes 'al-Qaeda's road to 9/11' is uncommon. There is sufficient new material or, at least, sufficient additional detail on episodes that were not previously properly understood to make the book well worth reading.”

„Lawrence Wright, wie aus der langen Liste von Befragten ersichtlich wird, fällt in die erstgenannte Kategorie. Obwohl vieles von dem er berichtet bereits hinreichend bekannt ist, ist die Quelle, mit der er ‚al-Quaidas Weg zum 11. September‘ beschreibt ungewöhnlich. Es gibt ausreichend neuen Inhaltsstoff, zumindest zusätzliche Details über Vorfälle, die vorher nicht hinreichend verstanden wurden, und die das Buch lesenswert machen.“

“A marvelous book. The Looming Tower is not just a detailed, heart-stopping account of the events leading up to 9/11, written with style and verve, and carried along by villains and heroes that only a crime novelist could dream up. It’s an education, too — though you’d never know it — a thoughtful examination of the world that produced the men who brought us 9/11, and of their progeny who bedevil us today.”

„Ein ausgezeichnetes Buch. The Looming Tower ist nicht nur eine detaillierte, atemberaubende Darstellung der Ereignisse, die zum 11. September führten, geschrieben mit Stil und Schwung und getragen von Verbrechern und Helden, die nur ein Krimiautor sich ausdenken kann. Es ist auch eine Schulung — obwohl man es nicht bemerkt — eine umsichtige Untersuchung einer Welt, die Männer hervorbringt, die uns den 11. September beigebracht haben, und deren Nachkommen uns heutzutage heimsuchen.“

## Verfilmung
Unter dem Titel The Looming Tower wurde das Sachbuch 2018 als Miniserie mit zehn Episoden für das Fernsehen verfilmt.